# Hollywood, Hollywood
Série
Il était une fois à Hollywood
(1974) That's Entertainment III
(1994)
Pour plus de détails, voir Fiche technique et Distribution.
Hollywood, Hollywood (That's Entertainment, Part II) est un documentaire américain réalisé par Gene Kelly, sorti en 1976. 
Le film est composé d'une compilation de films et de comédies musicales produites par la MGM et présentées par Fred Astaire et Gene Kelly. Il fait suite à Il était une fois Hollywood.

## Fiche technique
- Titre : Hollywood, Hollywood
- Titre original : That's Entertainment, Part II
- Réalisation : Gene Kelly
- Scénario : Leonard Gershe
- Production : Saul Chaplin et Daniel Melnick (en)
- Société de production : MGM
- Musique : Nelson Riddle (non crédité)
- Image : George J. Folsey
- Montage : David E. Blewitt (en), David Bretherton, Bud Friedgen et Peter C. Johnson
- Costumes : Filipo pour les nouvelles séquences avec Fred Astaire et Gene Kelly
- Pays de production : États-Unis
- Genre : Documentaire, film musical
- Format : Couleur (Metrocolor)/Noir et blanc - Son : Stéréo / 70 mm 6-Track
- Durée : 133 minutes
- Dates de sortie : 
  - États-Unis : 16 mai 1976 (New York)
  - États-Unis : 17 mai 1976 (sortie nationale)
  - France : 19 mai 1976

## Distribution
Présentation de :
- Fred Astaire
- Gene Kelly

et avec dans les images d'archives :
- Bud Abbott
- Louis Armstrong
- Lew Ayres
- John Barrymore
- Lionel Barrymore
- Wallace Beery
- Constance Bennett
- Jack Benny
- Jack Buchanan
- James Cagney
- Louis Calhern
- Leslie Caron
- Gower Champion
- Marge Champion
- Cyd Charisse
- Maurice Chevalier
- Ronald Colman
- Lou Costello
- Joan Crawford
- Bing Crosby
- Dan Dailey
- Doris Day
- Melvyn Douglas
- Tom Drake
- Marie Dressler
- Margaret Dumont
- Jimmy Durante
- Nelson Eddy
- Nanette Fabray
- W. C. Fields
- Bob Fosse
- Clark Gable
- Greta Garbo
- Judy Garland
- Betty Garrett
- Greer Garson
- Hermione Gingold
- Cary Grant
- Fernand Gravey
- Kathryn Grayson
- Oliver Hardy
- Jean Harlow
- Katharine Hepburn
- Judy Holliday
- Lena Horne
- Betty Hutton
- Howard Keel
- Grace Kelly
- Hedy Lamarr
- Stan Laurel
- Vivien Leigh
- Oscar Levant
- Myrna Loy
- Jeanette MacDonald
- Marx Brothers
- Roddy McDowall
- Ann Miller
- Robert Montgomery
- Donald O'Connor
- Maureen O'Sullivan
- Walter Pidgeon
- Eleanor Powell
- William Powell
- Debbie Reynolds
- Ginger Rogers
- Mickey Rooney
- Dinah Shore
- Frank Sinatra
- Red Skelton
- Ann Sothern
- James Stewart
- Lewis Stone
- Elizabeth Taylor
- Robert Taylor
- Franchot Tone
- Spencer Tracy
- Lana Turner
- Ethel Waters
- David Wayne
- Johnny Weissmuller
- Esther Williams
- Keenan Wynn
- Robert Young
- Billie Burke
- Cliff Edwards